# Рудецький деканат
Рудецький деканат — колишня структурна одиниця Перемишльської єпархії греко-католицької церкви з центром в м. Рудки. Очолював деканат декан.

## Територія
1936 року в Рудецькому деканаті була 21 парафія:
1. Парафія с. Бенькова Вишня;
2. Парафія с. Вощанці з філіями в с. Угерці Винявські, с. Канафости;
3. Парафія с. Гошани з філіями в с. Дубаневичі, с. Ятвяги;
4. Парафія с. Загірє з філіями в с. Острів, с. Чернихів та приходом у с. Конюшки Семянівські;
5. Парафія с. Колбаєвичі;
6. Парафія с. Коропуж з приходом у с. Романівка;
7. Парафія с. Кропильники з філіями в с. Костельники, с. Ваньковичі, с. Бірчичі Старі;
8. Парафія с. Купновичі Старі з філією в с. Болозов Долішна та приходом у с. Купновичі Нові;
9. Парафія с. Ляшки Зв'язані з філіями в с. Ніговичі, с. Кнігиничі;
10. Парафія с. Михайлевичі з філіями в с. Шептичі, с. Яремків;
11. Парафія с. Новосілки Гостинні з філіями в с. Вистовичі, с. Долобів;
12. Парафія с. Підгайчики;
13. Парафія с. Погірці з філією в с. Острів Новий (Погорецький);
14. Парафія с. Подільці з філіями в с. Сусулів, с. Голодівка;
15. Парафія с. Розжаловичі;
16. Парафія м. Рудки;
17. Парафія с. Угерці Незабитовські;
18. Парафія с. Хишевичі;
19. Парафія с. Хлопчичі;
20. Парафія с. Чайковичі;
21. Парафія с. Шоломиничі з філією в с. Годвишня.

### Декан
- 1936 — Галушка Ігнатій в Загірю.

### Кількість парафіян
- 1936 — 33 786 осіб.

Деканат було ліквідовано 1946 року.